# HD120377
HD120377 — хімічно пекулярна зоря спектрального класу B9, що має видиму зоряну величину в смузі V приблизно  9,1.
Вона  розташована на відстані близько 40769,6 світлових років від Сонця.

## Пекулярний хімічний склад
Зоряна атмосфера HD120377 має підвищений вміст 
Si
.